# 協三工業
協三工業株式會社是日本的铁路车辆和鋼構製造商，位于福岛县福岛市。

## 主要产品
铁路機廠、礦業用小型内燃机车、游乐园、主题公园娱乐用蒸汽机车、客车等小型铁路车辆。先前曾经为日本国有鐵道制造货车。在2013年，協三工業是日本唯一尚有新造蒸汽机车能力的公司。協三工業也制造工厂用起重机。

## 歷史
協三工業是中日战争爆发後，預期军用小型蒸汽机车需求增加而成立的新兴机车制造商之一，由浅野久雄、信雄兄弟與妹夫斎藤捨治創立，公司名稱來自於毛利元就給予三個兒子三支箭以說明團結重要性的故事。最初的機車交付給海军横须贺施設部。
这些新兴制造商大多数在太平洋战争结束前關閉或是轉變業務，但協三工業继续生产小型蒸汽机车，用于森林铁路、專用鐵路、土木工程用铁路等。這類小型機車的設計源自於1910年代由雨宮製作所以及日本車輛製造的小型機車，之後由車輛統制會的「小型蒸汽機車專門委員會」標準化；然而這類戰時製造的標準規格機車質量不佳，實際運用時常被詬病。
1950年开始生产小型柴油、汽油机车，主要用於日本中部至北海道的森林铁路，以及日本東北的仙台铁道、山形交通、沼尻铁道、頸城铁道，以及建设省的各个河川工程事務所。其中一些柴油机车是使用蒸汽机车的底盤和车轮制造的。協三工業也是日本國有鐵道的調動機（貨車移動機）主要製造商之一，並在1952年開始至1970年代為國鐵製造貨車（如コキ50000形）。
鐵路動力普遍內燃化後不需要蒸汽機車。協三工業於1956年為糸魚川的東洋活性白土製造的二號機，是最後生產的蒸汽機車。但仍保留了相關設備，並在1970年，作為川崎重工的下包商，依照提供的設計圖，複製了加拿大第一台蒸汽機車  。此后，協三工業恢复生产游乐园用小型蒸汽机车。
1991年為东京迪士尼乐园的西部沿河铁路生产了第100輛蒸汽机车后，有20年没有生产蒸汽机车，相關员工也都退休了。後來又在2011年接到栃木县某铁道迷的小型蒸氣机车订单，于2013年1月完工。  車輛目前在栃木县的那珂川清流鐵道保存會靜態展示。

### 年表
- 1940年（昭和15年） 2月1日，協三工业福岛工厂設立，总公司位于福岛市三河南町，並在东京市設有事務所。
- 1942年（昭和17年） 3月30日，成立協三工业株式会社。
- 1962年（昭和37年） 在伊达町（现在地伊达市）新设工厂[5] 。
- 1964年（昭和39年）东京事务所迁至新宿区歌舞伎町。
- 1988年（昭和63年）东京事务所迁至新宿区百人町。
- 1993年（平成5年）总公司工厂迁至福岛市佐倉西工業園區（日語：佐倉西工業団地），亦即現址。

## 脚注

### 注解
1. ↑  據信實際製造年份早於1956年。
2. ↑  巨大的動輪是向住友金属工業訂製的。